# ريتشارد سوينبورن
ريتشارد سوينبورن (بالإنجليزية: Richard G. Swinburne) ولد 26 ديسمبر 1934، فيلسوف بريطاني، أستاذ فخري للفلسفة في جامعة أوكسفورد. على مدار خمسين عاماً الماضية، كان سوينبرن من المناقشين المؤثرين في القضايا المتعلقة بفلسفة الدين. وهو من مؤيدي الثنائية الديكارتية (ازدواجية العقل والجسد، أو ازدواجية الروح والجسد) وله كتاب «العقل والدماغ والإرادة الحرة» وكتاب «تطور الروح». ومساهماته الفلسفية هي في المقام الأول في فلسفة الدين وفلسفة العلم.

## النتاج العلمي
أبرز أعماله هي رباعيته في فلسفة الدين وهي:
- الجزء الأول بعنوان " The coherence of theism" صدر في سنة 1977.
- الجزء الثاني بعنوان "The Existence of God" صدر في سنة 1979.
- الجزء الثالث بعنوان " Faith and Reason" صدر في سنة 1981.
- الجزء الرابع بعنوان "Providence and the Problem of Evil" صدر في سنة 1998.

## وصلات خارجية
الصفحة الشخصية لسوينبورن في جامعة أكسفورد – تشمل السيرة الذاتية وقائمة كاملة من الكتب والأبحاث.